# Schmalspurbahn Klingenberg-Colmnitz–Oberdittmannsdorf
| Streckennummer: | 6977; sä. KO            |                                          |                                          |
| Kursbuchstrecke: | 139b (1934) 164g (1946) |                                          |                                          |
| Streckenlänge: | 18,466 km               |                                          |                                          |
| Spurweite: | 750 mm (Schmalspur)     |                                          |                                          |
| Maximale Neigung: | 32 ‰                    |                                          |                                          |
| Minimaler Radius: | 100 m                   |                                          |                                          |
| Streckengeschwindigkeit: | 30 km/h                 |                                          |                                          |
| |                         |                                          |                                          |
| \| \| 0,000 \| Klingenberg-Colmnitz \| 436 m \| \| \| \| (Anschluss von Hauptbahn Dresden–Werdau) \| \| \| \| \| nach Frauenstein \| \| \| \| 1,770 \| Colmnitz \| 433 m \| \| \| \| Bahnstrecke Dresden–Werdau \| \| \| \| 3,230 \| Niedercolmnitz \| 410 m \| \| \| 4,588 \| Wildgatterbrücke (6,5 m) \| Wildgatterbrücke (6,5 m) \| \| \| 5,935 \| Wildgatterbrücke (6,5 m) \| Wildgatterbrücke (6,5 m) \| \| \| 7,830 \| Naundorf (b Freiberg/Sachs) \| 365 m \| \| \| 8,840 \| Viadukt Naundorf (85 m) \| Viadukt Naundorf (85 m) \| \| \| 8,900 \| Naundorf (b Freiberg/Sachs) Hp \| 351 m \| \| \| 11,330 \| Falkenberg (b Freiberg/Sachs) \| 330 m \| \| \| 14,110 \| Niederschöna \| 343 m \| \| \| 14,975 \| Brücke Rodelandbach (10,2 m) \| Brücke Rodelandbach (10,2 m) \| \| \| 16,220 \| Oberschaar \| 343 m \| \| \| \| von Nossen \| \| \| \| 18,470 \| Oberdittmannsdorf \| 335 m \| \| \| \| nach Freital-Potschappel \| \| |                         |                                          |                                          |
| Kopfbahnhof Streckenanfang (Strecke außer Betrieb) | 0,000                   | Klingenberg-Colmnitz                     | 436 m                                    |
| Strecke (außer Betrieb) |                         | (Anschluss von Hauptbahn Dresden–Werdau) | (Anschluss von Hauptbahn Dresden–Werdau) |
| Abzweig geradeaus und nach links (Strecke außer Betrieb) |                         | nach Frauenstein                         | nach Frauenstein                         |
| Bahnhof (Strecke außer Betrieb) | 1,770                   | Colmnitz                                 | 433 m                                    |
| Kreuzung geradeaus unten (Strecke geradeaus außer Betrieb) |                         | Bahnstrecke Dresden–Werdau               | Bahnstrecke Dresden–Werdau               |
| Haltepunkt / Haltestelle (Strecke außer Betrieb) | 3,230                   | Niedercolmnitz                           | 410 m                                    |
| Brücke (Strecke außer Betrieb) | 4,588                   | Wildgatterbrücke (6,5 m)                 | Wildgatterbrücke (6,5 m)                 |
| Brücke (Strecke außer Betrieb) | 5,935                   | Wildgatterbrücke (6,5 m)                 | Wildgatterbrücke (6,5 m)                 |
| Bahnhof (Strecke außer Betrieb) | 7,830                   | Naundorf (b Freiberg/Sachs)              | 365 m                                    |
| Brücke (Strecke außer Betrieb) | 8,840                   | Viadukt Naundorf (85 m)                  | Viadukt Naundorf (85 m)                  |
| Haltepunkt / Haltestelle (Strecke außer Betrieb) | 8,900                   | Naundorf (b Freiberg/Sachs) Hp           | 351 m                                    |
| Haltepunkt / Haltestelle (Strecke außer Betrieb) | 11,330                  | Falkenberg (b Freiberg/Sachs)            | 330 m                                    |
| Haltepunkt / Haltestelle (Strecke außer Betrieb) | 14,110                  | Niederschöna                             | 343 m                                    |
| Brücke über Wasserlauf (Strecke außer Betrieb) | 14,975                  | Brücke Rodelandbach (10,2 m)             | Brücke Rodelandbach (10,2 m)             |
| Haltepunkt / Haltestelle (Strecke außer Betrieb) | 16,220                  | Oberschaar                               | 343 m                                    |
| Abzweig geradeaus und von links (Strecke außer Betrieb) |                         | von Nossen                               | von Nossen                               |
| Bahnhof (Strecke außer Betrieb) | 18,470                  | Oberdittmannsdorf                        | 335 m                                    |
| Strecke (außer Betrieb) |                         | nach Freital-Potschappel                 | nach Freital-Potschappel                 |

Die Schmalspurbahn Klingenberg-Colmnitz–Oberdittmannsdorf war eine sächsische Schmalspurbahn. Sie verlief vom Bahnhof Klingenberg-Colmnitz nach Oberdittmannsdorf und verband die Schmalspurbahnen Klingenberg-Colmnitz–Frauenstein und Freital-Potschappel–Nossen miteinander. Die Strecke wurde 1971 stillgelegt.

## Geschichte

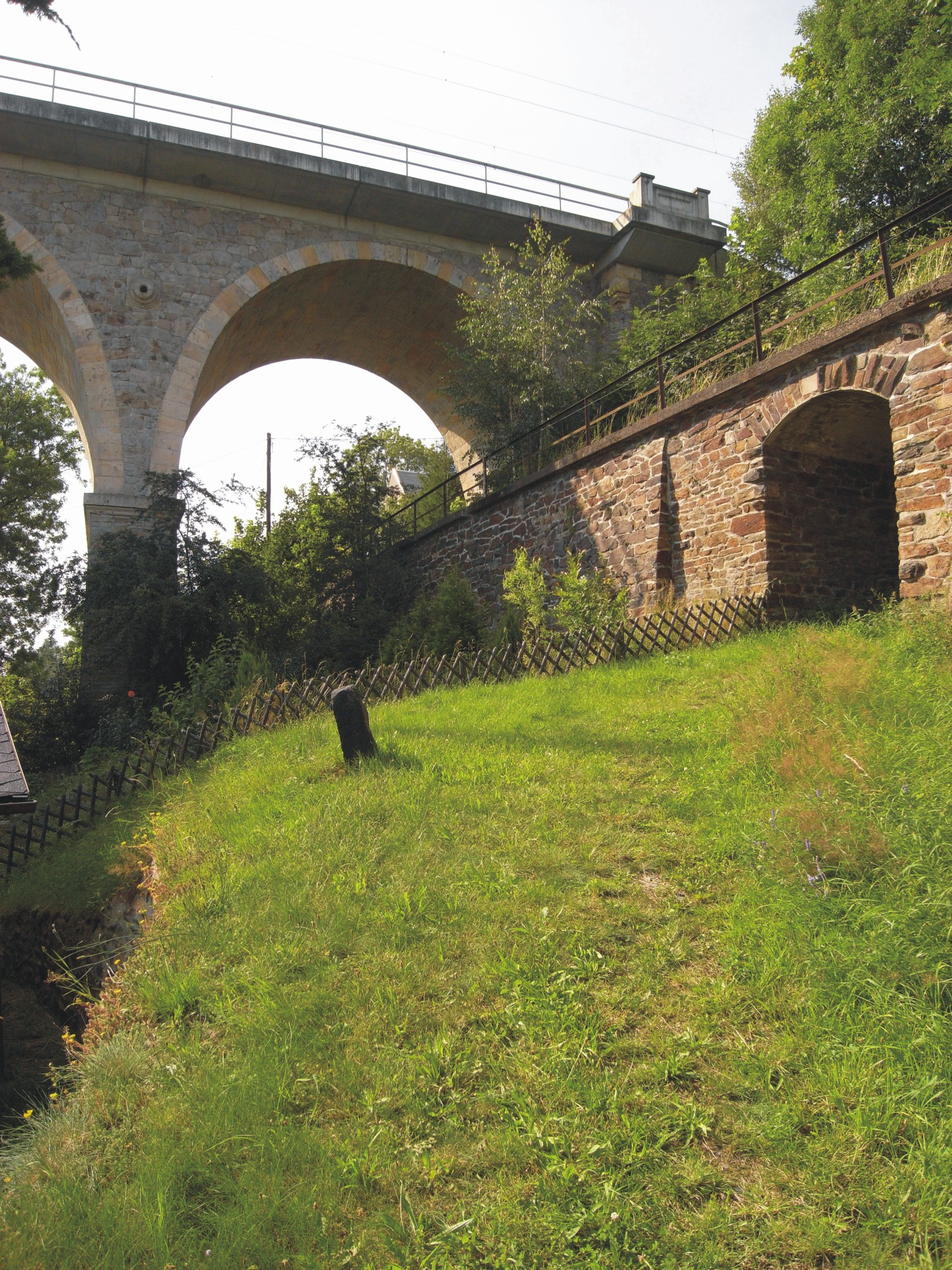
Die ehemalige Trasse der Schmalspurbahn am Viadukt der Normalspurstrecke Dresden–Werdau in Colmnitz

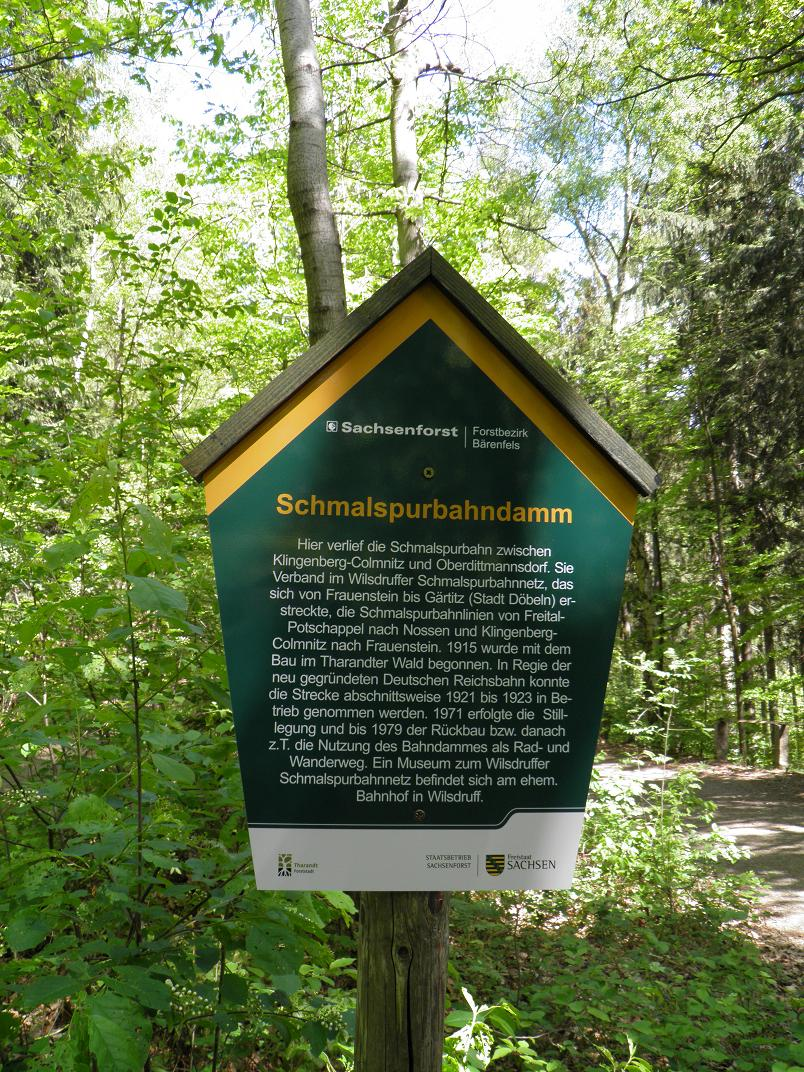
Hinweistafel zur Schmalspurbahntrasse im Tharandter Wald

Erste Überlegungen zum Bau einer Verbindungsstrecke zwischen der Frauensteiner Schmalspurbahn und dem Wilsdruffer Netz bestanden schon kurz nach der Jahrhundertwende. Der Erste Weltkrieg verzögerte jedoch das Vorhaben. Als Notstandsarbeit wurde am 28. Januar 1915 mit dem Bau der Strecke im Tharandter Wald begonnen. In Regie der neu gegründeten Deutschen Reichsbahn wurde die Strecke abschnittsweise in den Jahren 1921 bis 1923 in Betrieb genommen.
Die Strecke gehörte während ihrer ganzen Betriebszeit zu den unrentabelsten Schmalspurbahnen in Sachsen. Zeitweise verkehrte wegen des äußerst geringen Verkehrsaufkommens nur ein gemischtes Zugpaar täglich.
Am 1. Juni 1971 wurde zunächst der Güterverkehr eingestellt, zum Fahrplanwechsel am 25. September 1971 wurde auch der Personenverkehr aufgegeben.
Wenig später begann der Rückbau der Strecke, der sich bis 1979 hinzog. Heute befindet sich auf Teilen der ehemaligen Trasse ein Rad- und Wanderweg. Einige Abschnitte, wie in der Umgebung von Obercolmnitz, wurden auch restlos abgetragen und wieder einer landwirtschaftlichen Nutzung zugeführt.
Zuletzt wurde von der Gemeinde Kurort Hartha 1995 ein Rad- und Wanderweg am Mittelpunkt Sachsens auf der nach der Stilllegung im Tharandter Wald zugewachsenen Trasse erschlossen. Die Deutsche Bahn in Form der DB Netz AG bekam jedoch im Jahr 2000, aufgrund der überwiegenden Vornutzung für Eisenbahnzwecke, diese Bahntrasse von der Oberfinanzdirektion Berlin auf Antrag als Eigentum zugesprochen, so dass der Rad- und Wanderweg mangels Verkehrssicherung zuletzt nur eingeschränkt nutzbar war und 2017 sogar gesperrt wurde. Am 12. September 2017 erfolgte auf Antrag vom 18. Juli 2017 die Zuordnung dieses Rad- und Wanderweges je zur Hälfte an die benachbarten Kommunen Bobritzsch-Hilbersdorf und Klingenberg, die ihn am 14. September 2017 wieder freigaben.

## Streckenbeschreibung

### Verlauf
Ausgehend vom Bahnhof Klingenberg-Colmnitz an der Bahnstrecke Dresden–Werdau verlief die Schmalspurstrecke knapp einen Kilometer parallel zur Schmalspurbahn Klingenberg-Colmnitz–Frauenstein nach Süden, dann trennten sich beide Strecken, indem die Bahn nach Frauenstein nach Südosten in Richtung Obercolmnitz abbog. Die Strecke in Richtung Oberdittmannsdorf verlief geradeaus zur Haltestelle Colmnitz, dann bog sie nach Norden ab und verlief am Ortsrand von Niedercolmnitz am nördlichen Ufer des Colmnitzbachs. Nachdem das Viadukt der Bahnstrecke Dresden–Werdau unterquert war, wurde der Haltepunkt Niedercolmnitz erreicht. Danach verlief die Trasse gen Nordwesten durch den Südwestteil des Tharandter Waldes. Dieser Bereich ist heute zum Rad- und Wanderweg ausgebaut. In Naundorf wurde zwischen den beiden Stationen des Orts ein großes Viadukt überquert. Bis zur nächsten Station in Falkenberg verlief die Trasse im Tal der Bobritzsch. Bis zur nächsten Station in Niederschöna führte die Bahn zunächst auf einen Höhenzug hinauf und danach in den tiefer liegenden Ort. Dazu verlief sie erst nach Osten und dann hinter Niederschöna gen Norden. Im Bahnhof Oberdittmannsdorf endete die Bahnstrecke von Klingenberg-Colmnitz, indem sie in die Strecke der Schmalspurbahn Freital-Potschappel–Nossen einmündete.

### Betriebsstellen
Klingenberg-Colmnitz ⊙

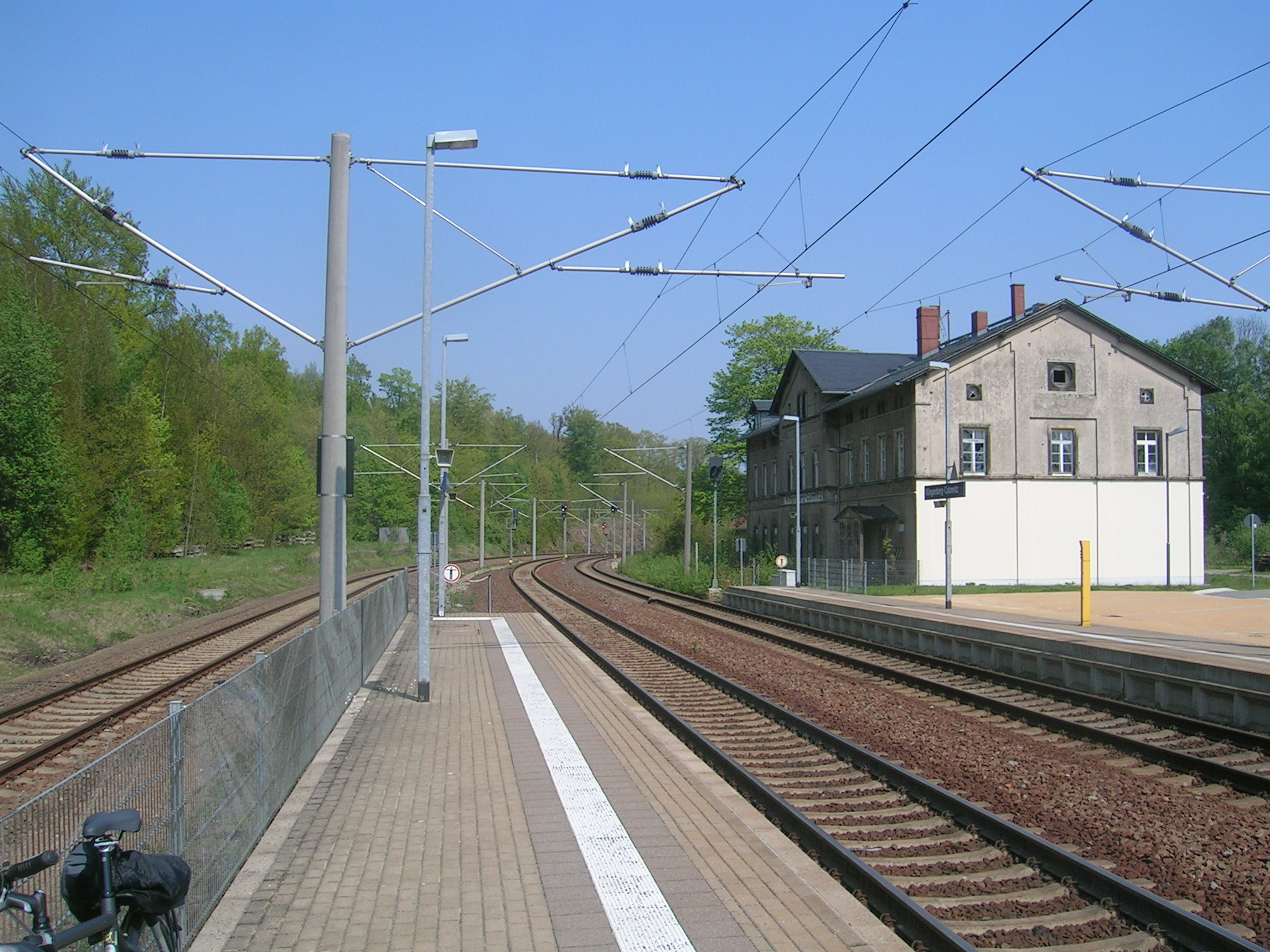
Empfangsgebäude auf der Normalspurseite, Blick in Richtung Dresden

Der Bahnhof Klingenberg-Colmnitz wurde am 11. August 1862 an der Bahnstrecke Dresden–Werdau eröffnet. Er war „Bergstation“ der Tharandter Steige. Von 1898 bis 1971 begann im Bahnhof die Schmalspurbahn nach Frauenstein und ab 1921 auch die nach Oberdittmannsdorf.
Colmnitz ⊙

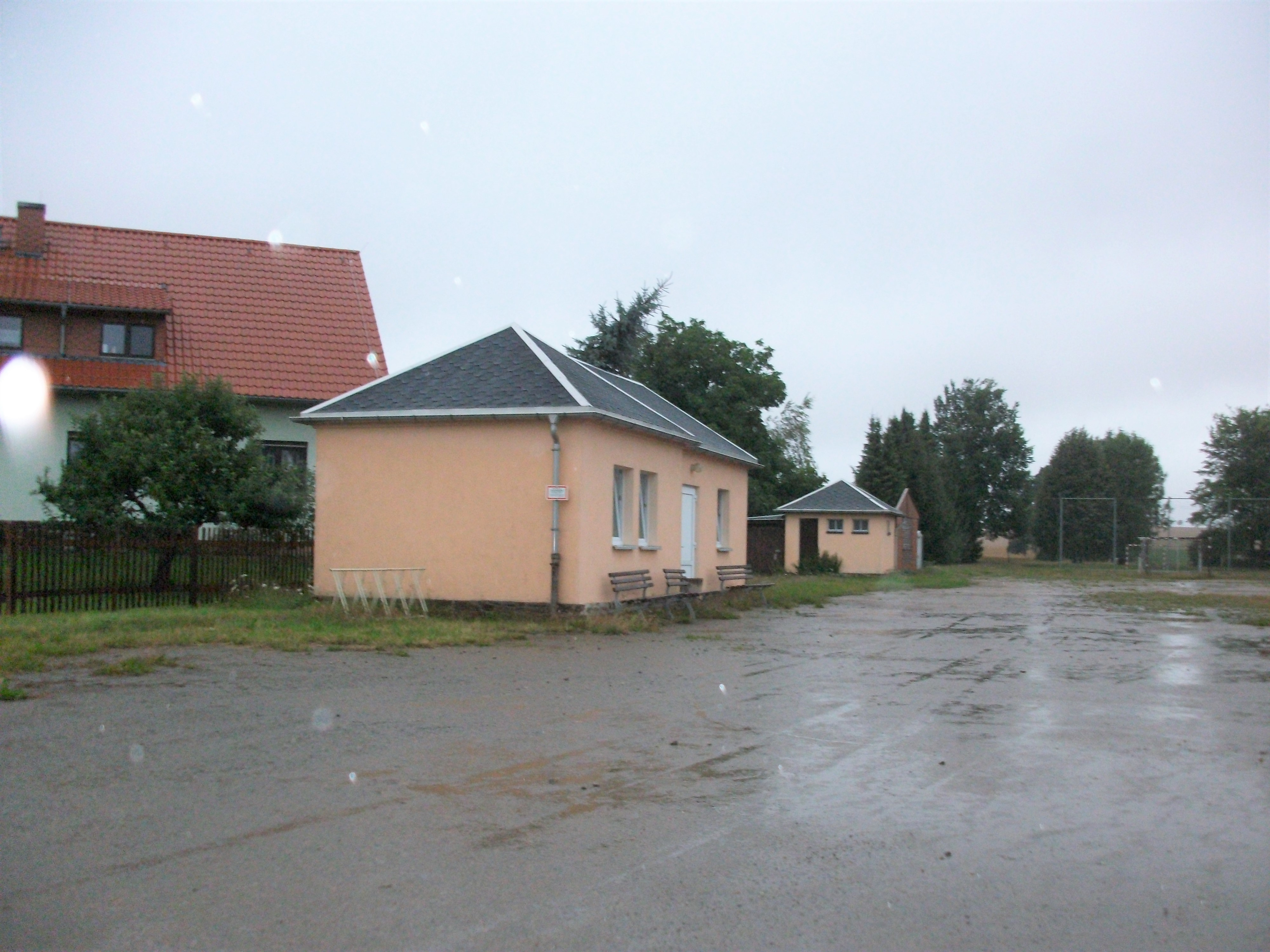
Haltestelle Colmnitz, Empfangsgebäude (2017)

Der Bahnhof Colmnitz wurde am 1. Oktober 1921 eröffnet und 1933 zur Haltestelle Colmnitz zurückgestuft. Neben einem massiven Empfangsgebäude mit Abort besaß die Station ein Wohnhaus für Bahnbedienstete. Am 26. September 1971 ging die Haltestelle Colmnitz außer Betrieb. Das Empfangsgebäude und der Abort sind am Standort an der „Bahnhofstraße“ östlich des Colmnitzer Ortszentrums noch vorhanden.
Niedercolmnitz ⊙

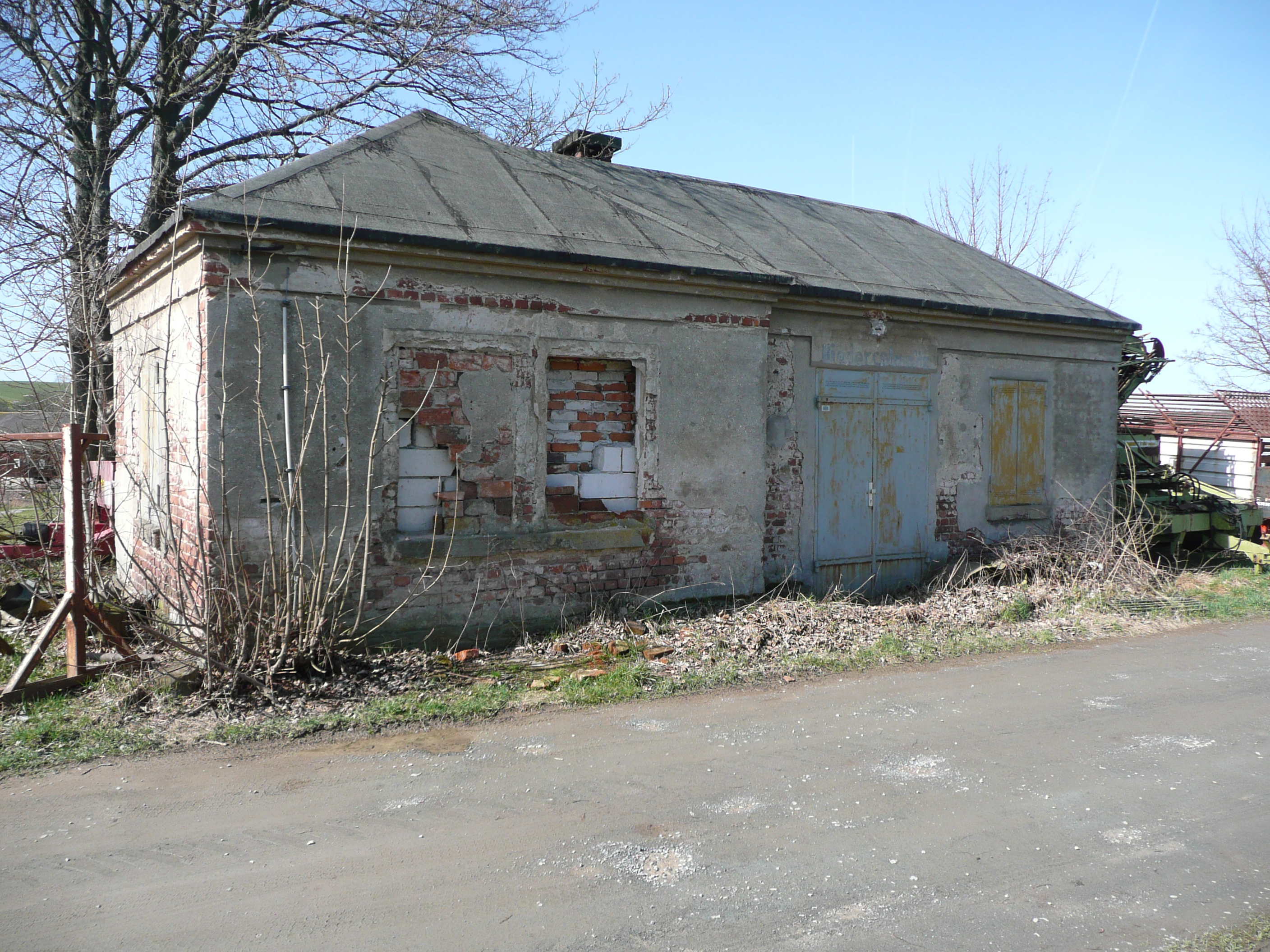
Haltepunkt Niedercolmnitz

Der Haltepunkt Niedercolmnitz wurde am 1. Oktober 1921 eröffnet. Das kleine massive Empfangsgebäude mit Abort ähnelte dem der Haltestelle Colmnitz. Am 26. September 1971 ging der Haltepunkt Niedercolmnitz außer Betrieb. Das Empfangsgebäude ist noch vorhanden, aber stark vom Verfall begriffen. Der Haltepunkt befand sich an der „Alten Freiberger Straße“ östlich von Niedercolmnitz. Einige Meter östlich der Station verläuft die Bahnstrecke Dresden–Werdau, welche kurz vor dem Haltepunkt Niedercolmnitz unterquert wurde.
Naundorf (b Freiberg/Sachs) ⊙
Der Bahnhof Naundorf b Freiberg (Sa) wurde am 1. Oktober 1921 eröffnet und 1933 zur Haltestelle Naundorf (b Freiberg/Sachs) zurückgestuft. Die Station besaß ein Empfangsgebäude mit Abort, einen Güterschuppen und ein Wohnhaus, welche alle bis heute erhalten sind. Bis zum Weiterbau der Strecke bis Niederschöna im Jahr 1922 war die Station Endbahnhof. Am 26. September 1971 ging die Haltestelle Naundorf (b Freiberg/Sachs) außer Betrieb. Die Station befand sich im Zentrum des Orts am „Bahnhofsberg“.

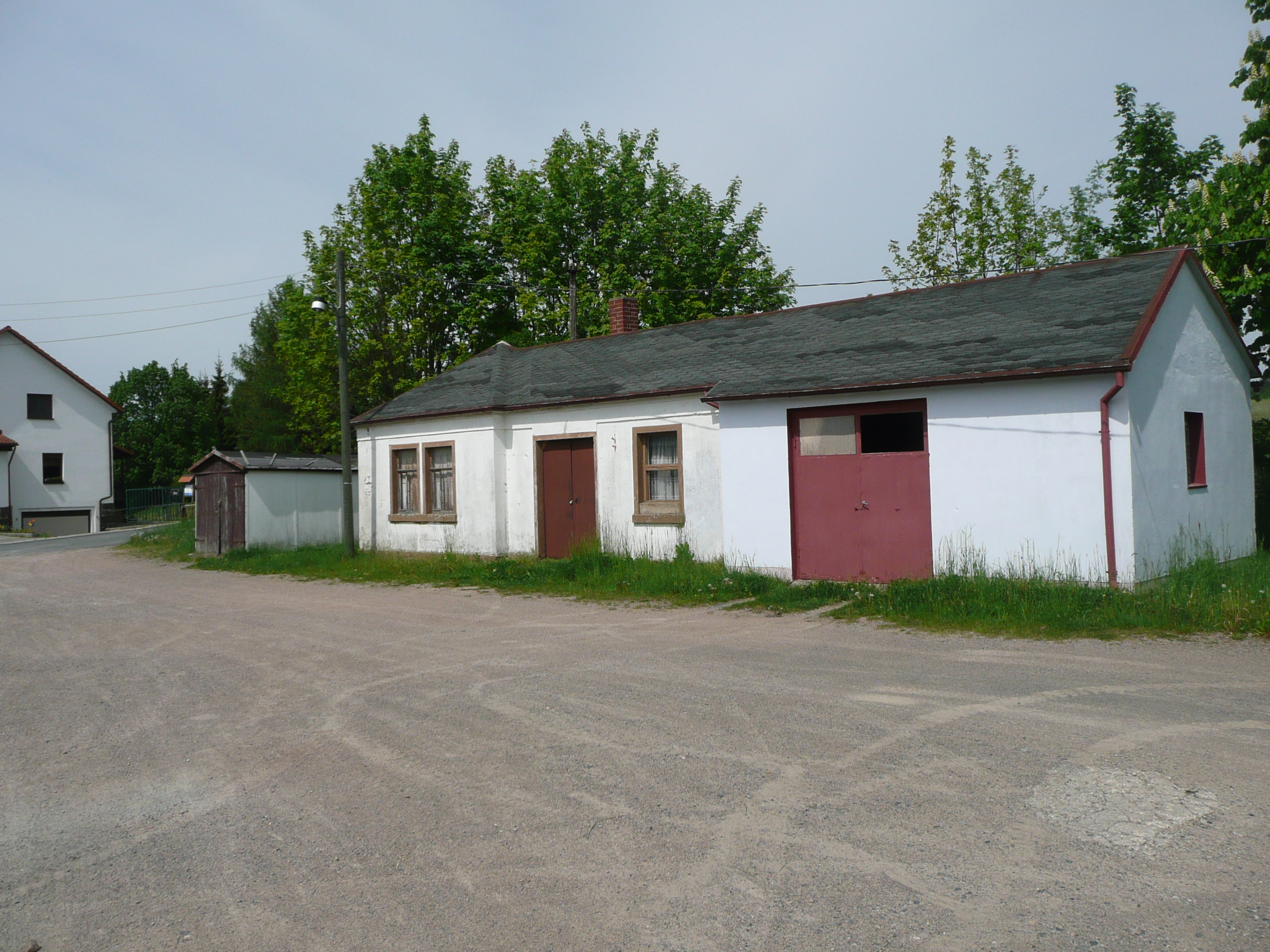
Haltestelle Naundorf (b Freiberg/Sachs), Empfangsgebäude (2015)
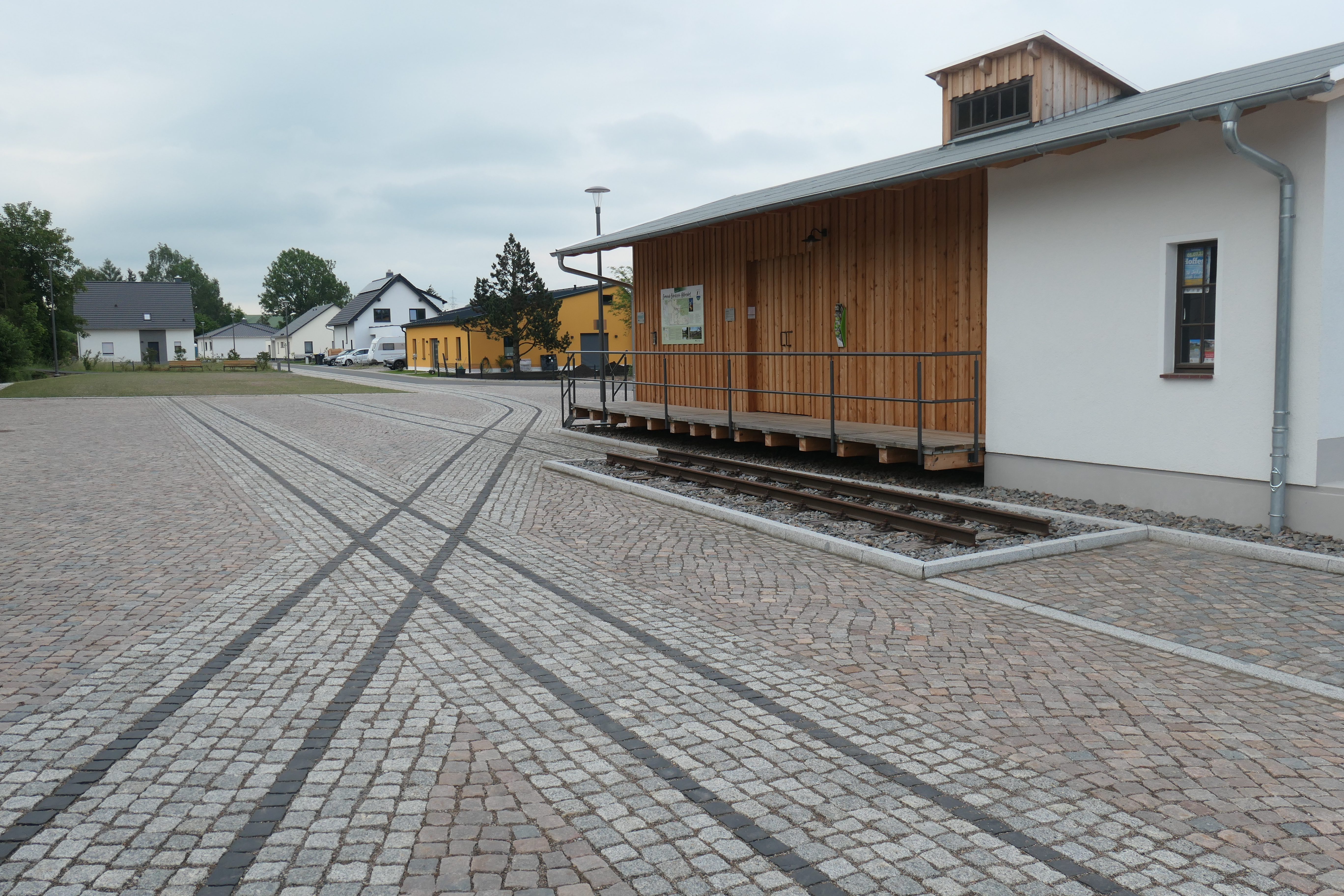
Haltestelle Naundorf (bei Freiberg/Sachs) mit ehemaliger Gleisanlage (2023)

Naundorf (b Freiberg/Sachs) Hp ⊙
Der Haltepunkt Naundorf b Freiberg (Sa) wurde mit Eröffnung des zweiten Streckenabschnitts am 1. November 1922 eröffnet. 1933 wurde die Schreibweise in Haltepunkt Naundorf (b Freiberg/Sachs) geändert. Die Station befand sich direkt hinter dem großen Naundorfer Eisenbahnviadukt und war über eine Treppe zu erreichen. Am 26. September 1971 ging der Haltepunkt Naundorf (b Freiberg/Sachs) außer Betrieb. Das kleine Empfangsgebäude mit Abort ist bis heute erhalten geblieben und gehört heute zu einem privaten Grundstück. Über den Naundorfer Viadukt führt heute der Sächsische Jakobsweg.

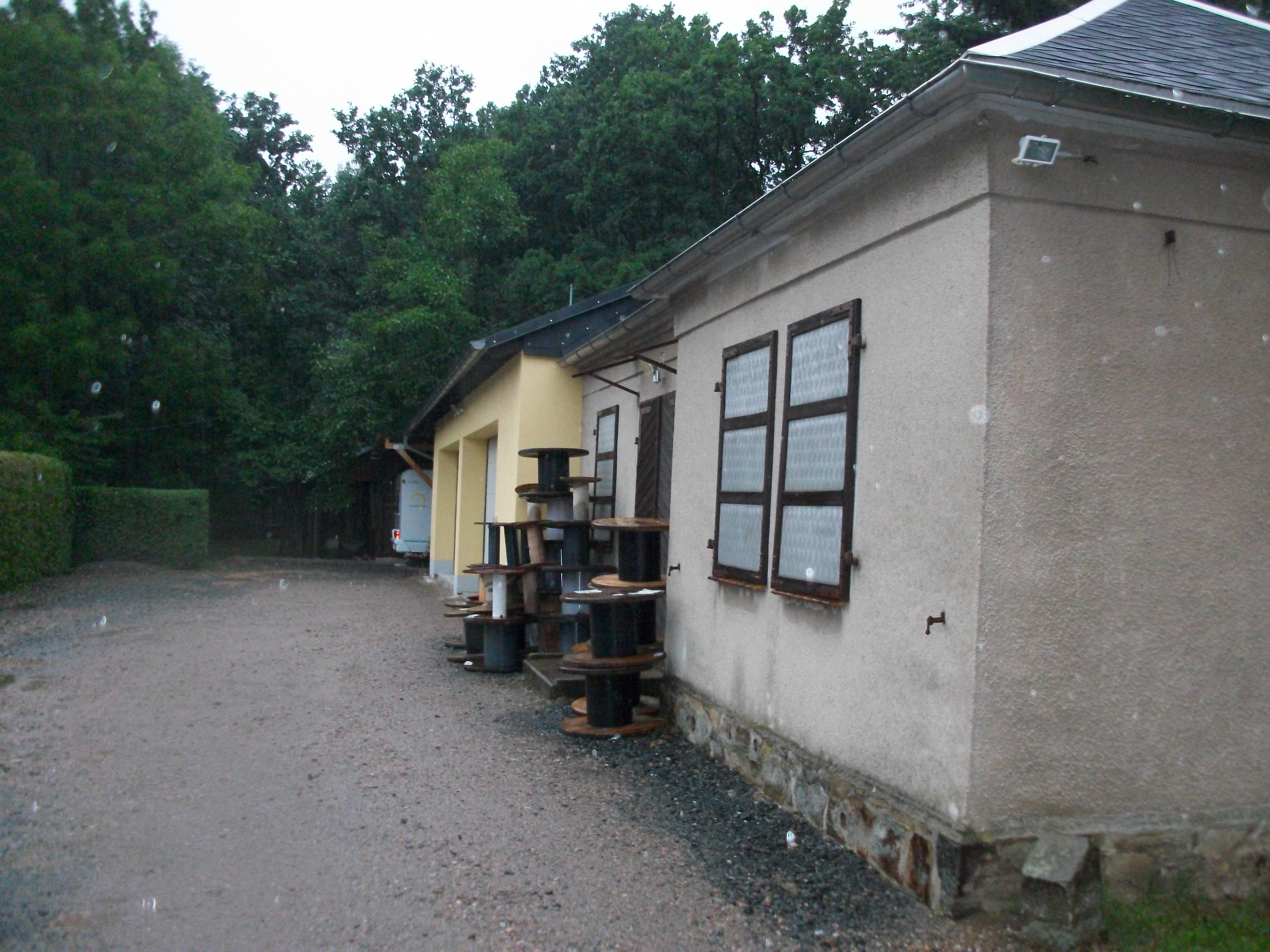
Haltepunkt Naundorf (b Freiberg/Sachs), Empfangsgebäude (2017)
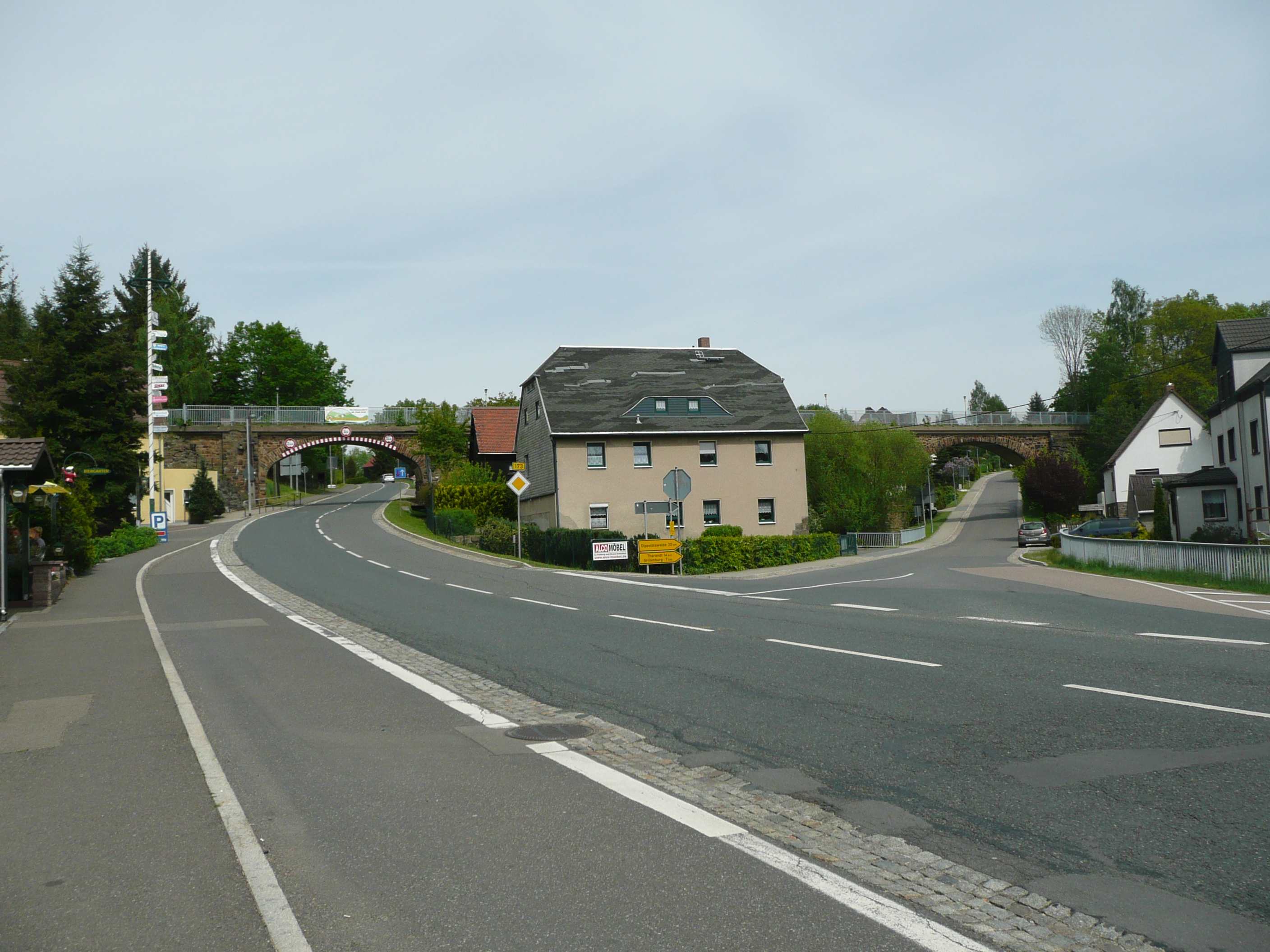
Eisenbahnviadukt beim Haltepunkt Naundorf (b Freiberg/Sachs)
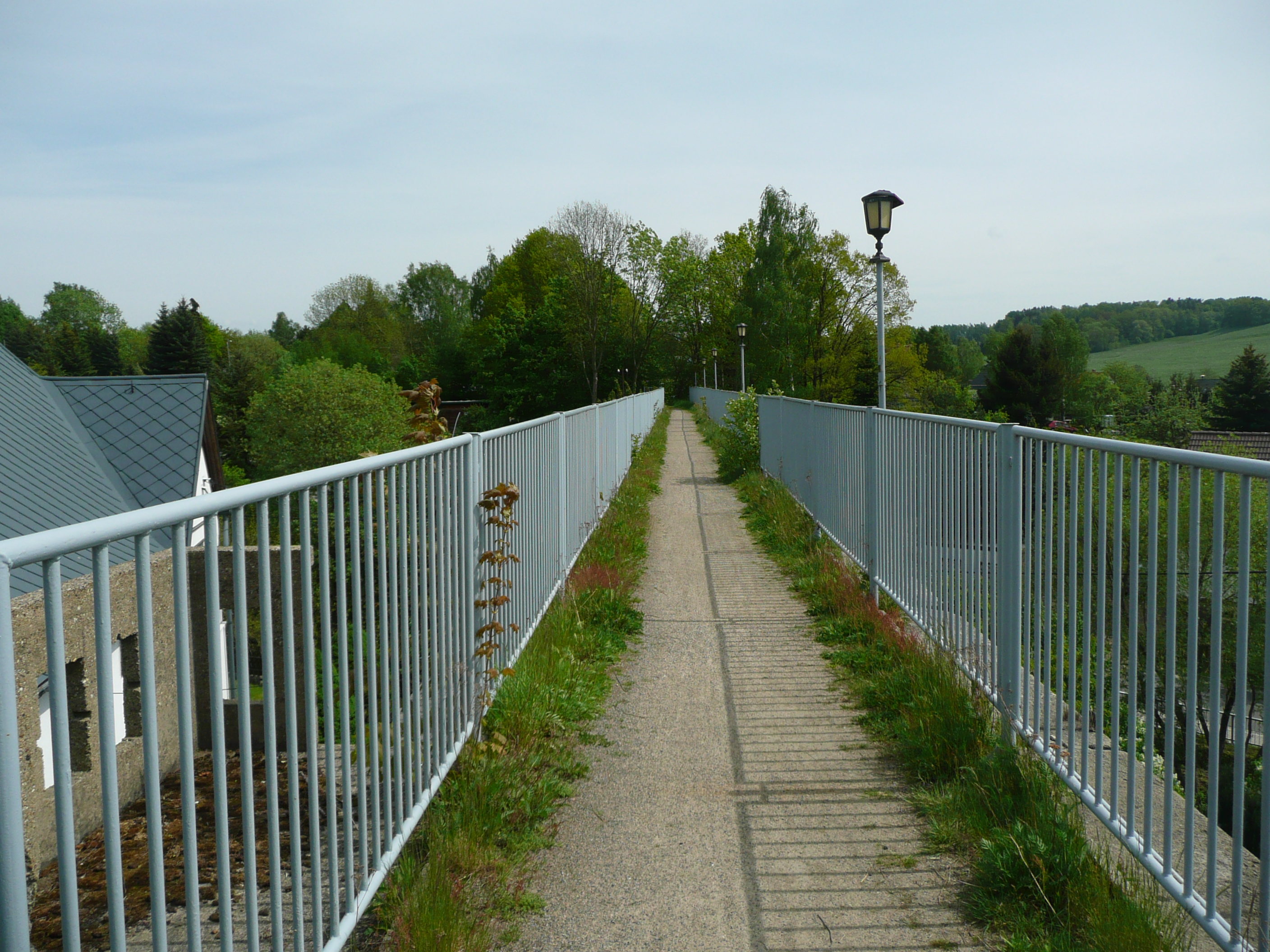
Auf dem Viadukt in Naundorf (2015)
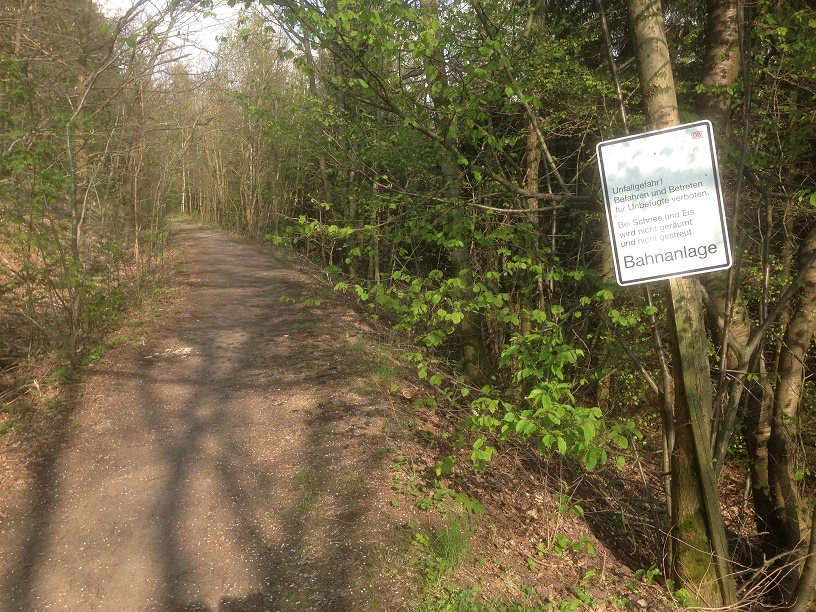
Verbotsschild der Deutschen Bahn AG im Tharandter Wald bei Naundorf

Falkenberg (b Freiberg/Sachs) ⊙
Der Haltepunkt Falkenberg (b Freiberg/Sachs) wurde am 1. November 1922 als Bahnhof eröffnet. 1933 erfolgte die Herabstufung zur Haltestelle und 1969 zum Haltepunkt. Die Station trug folgende Namen:
- bis 1925: Falkenberg (Sa)
- bis 1933: Falkenberg b Freiberg (Sa)
- seit 1933: Falkenberg (b Freiberg/Sachs)

Die Station besaß ein kleines massives Empfangsgebäude und einen Güterschuppen, die bis heute erhalten sind. Am 26. September 1971 ging der Haltepunkt Falkenberg (b Freiberg/Sachs) außer Betrieb. Die Station befand sich am östlichen Ende von Falkenberg am Bahnübergang „Falkenberger Straße“.

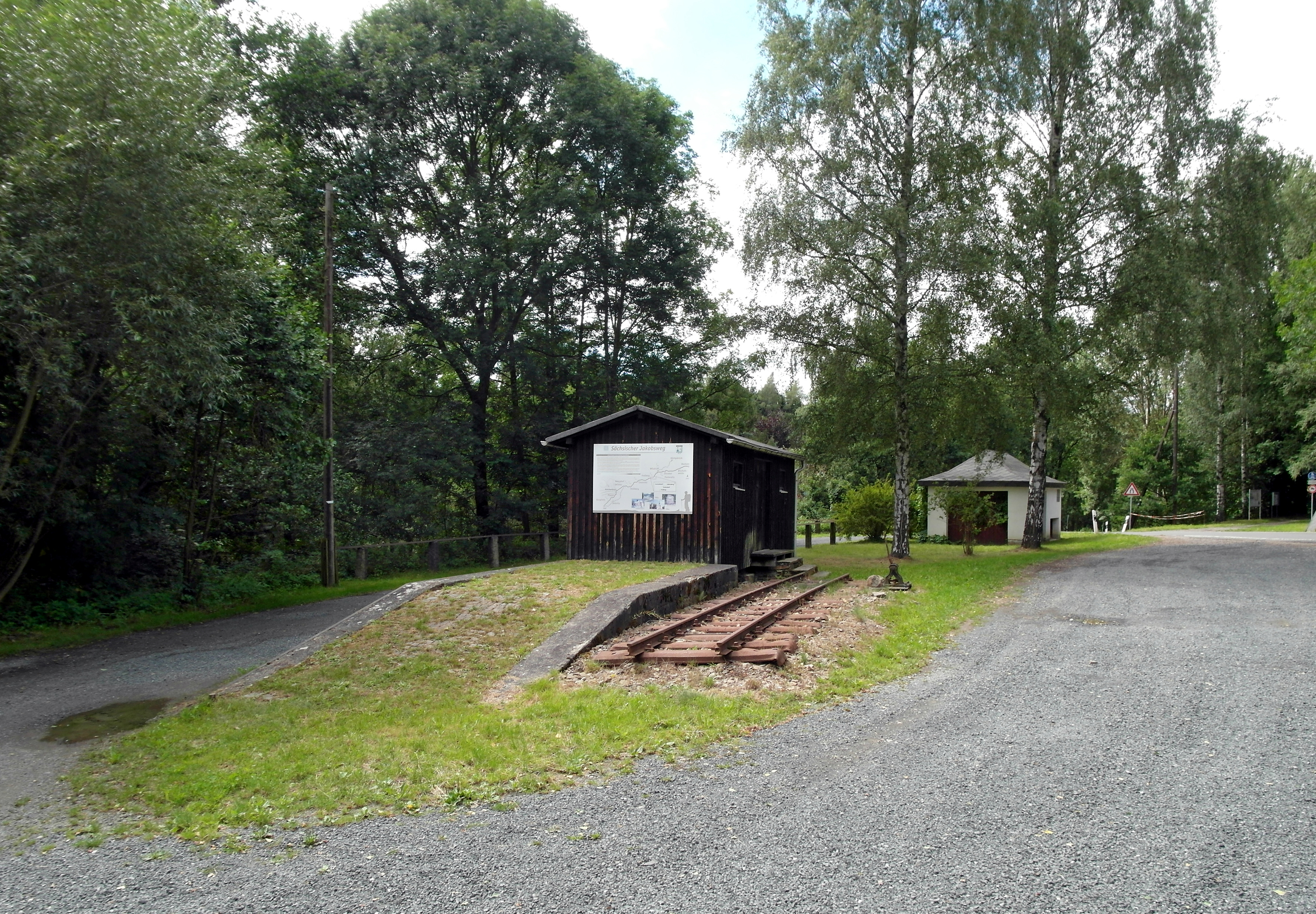
Haltepunkt Falkenberg (b Freiberg/Sachs)
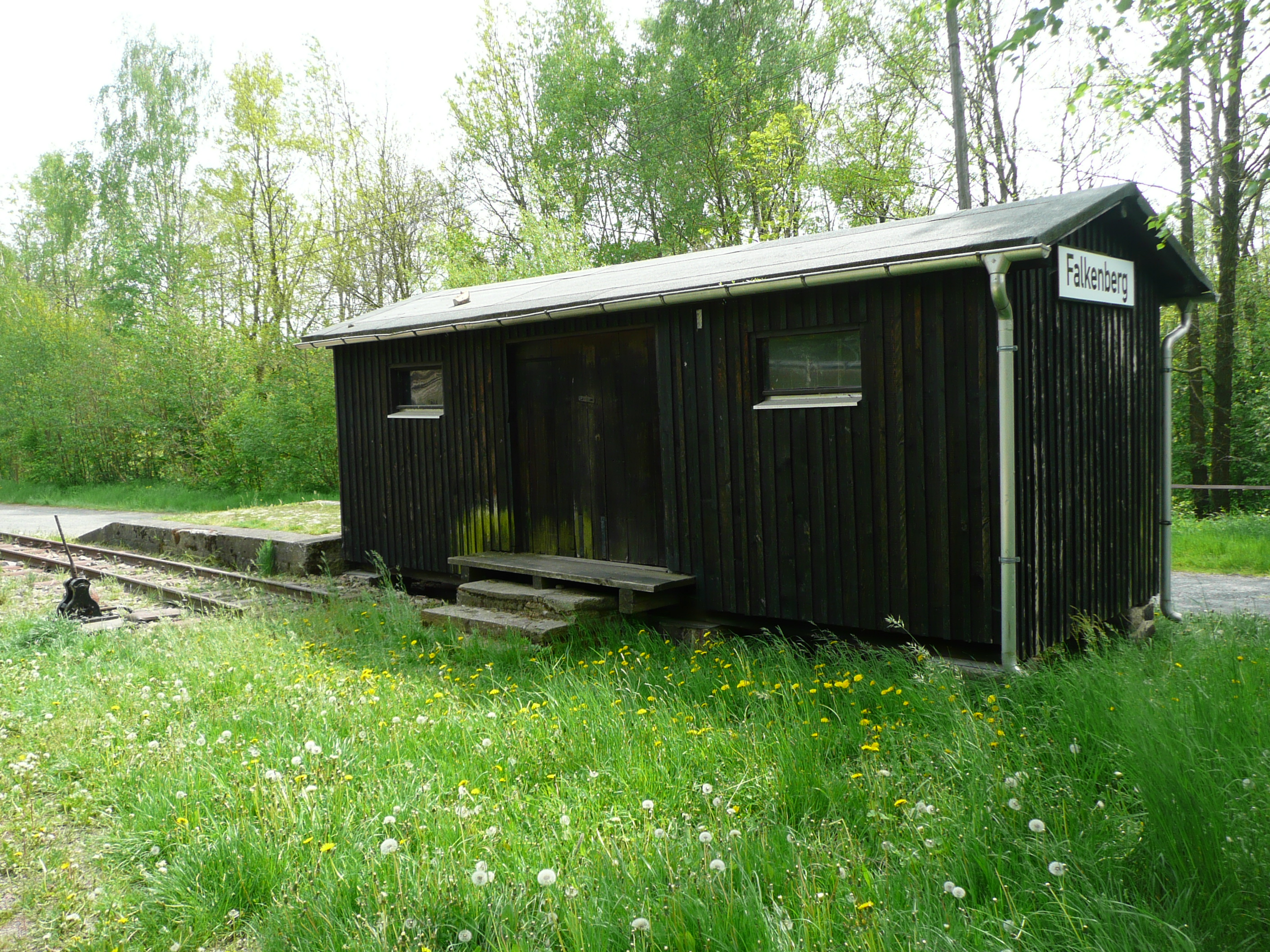
Schuppen des Haltepunkts Falkenberg (b Freiberg/Sachs)

Niederschöna ⊙

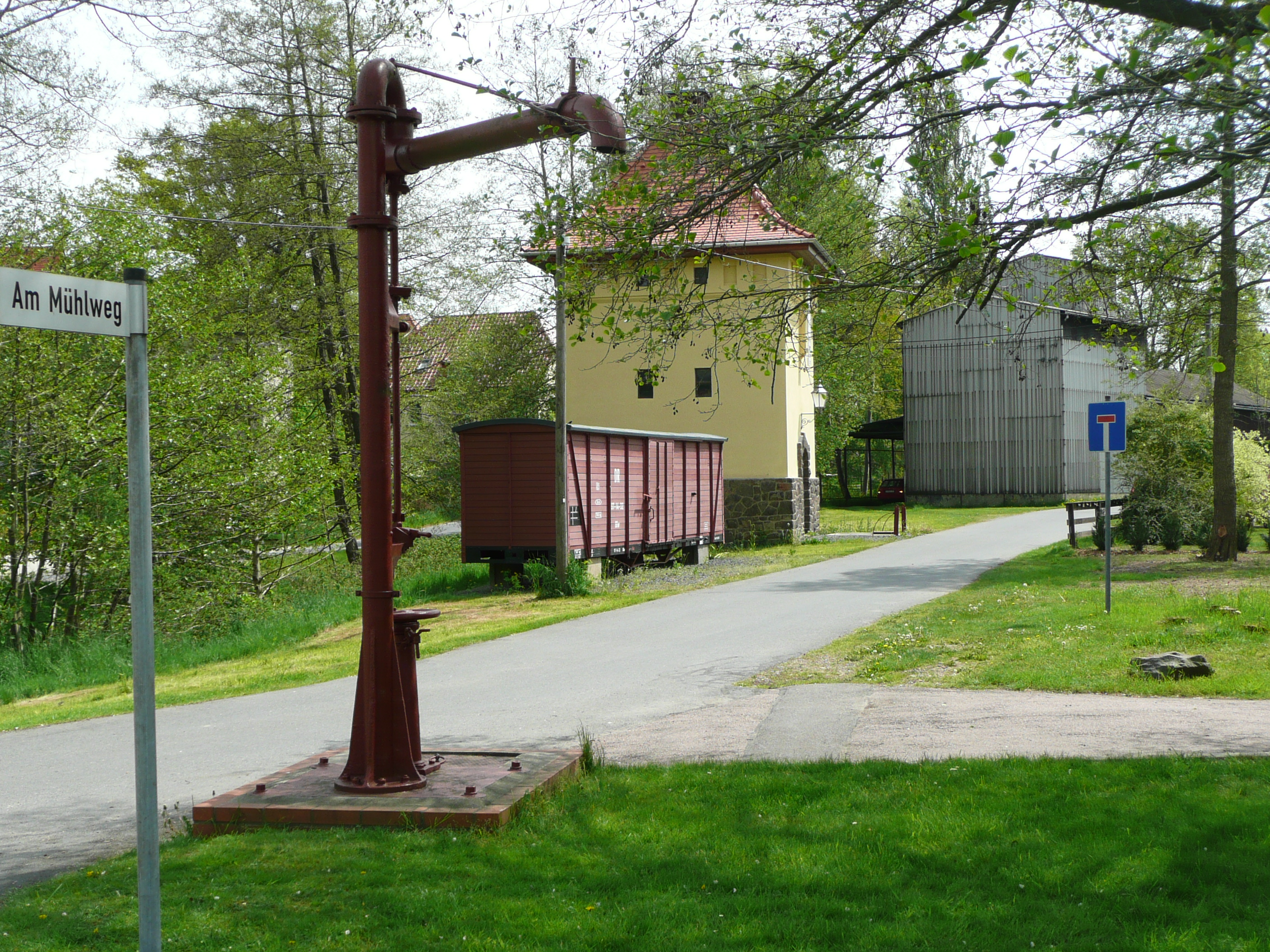
Wasserkran bei der Haltestelle Niederschöna

Die Haltestelle Niederschöna wurde am 1. November 1922 als Bahnhof eröffnet. 1933 erfolgte die Herabstufung zur Haltestelle. Bis zum Weiterbau der Strecke bis Oberdittmannsdorf im Jahr 1923 war die Station Endbahnhof. Am 26. September 1971 ging die Haltestelle Niederschöna außer Betrieb. Auf dem Gelände im Zentrum des Orts befindet sich heute ein Supermarkt. Zeuge der Eisenbahnzeit ist bis heute der markante Wasserturm. Die Wartehalle ist nicht mehr vorhanden.
Oberschaar ⊙

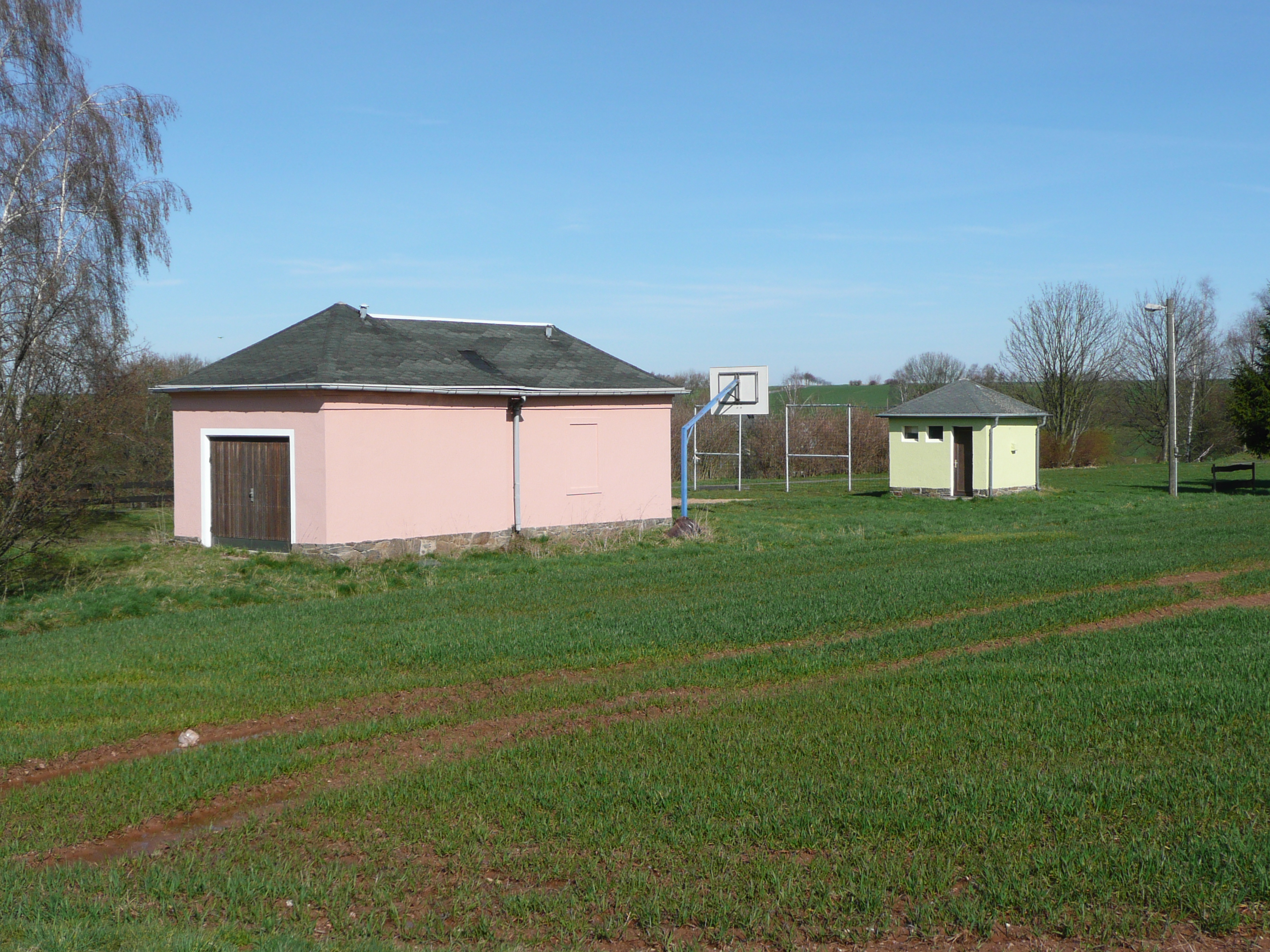
Haltepunkt Oberschaar

Der Haltepunkt Oberschaar wurde am 1. November 1923 als Bahnhof eröffnet. 1933 erfolgte die Herabstufung zur Haltestelle und 1950 zum Haltepunkt. Zwischen dem 1. Juli 1947 und dem 20. Dezember 1950 war die Station geschlossen. Sie besaß ein kleines Empfangsgebäude mit Abort, welches bis heute erhalten ist. Die Ladestraße zum Güterschuppen wurde überteert. Am 26. September 1971 ging der Haltepunkt Oberschaar (b Freiberg/Sachs) außer Betrieb. Er befand sich einen halben Kilometer östlich des Orts. Das Areal der Gleise wurde zu einem Spiel- und Sportplatz umgestaltet.
Oberdittmannsdorf ⊙

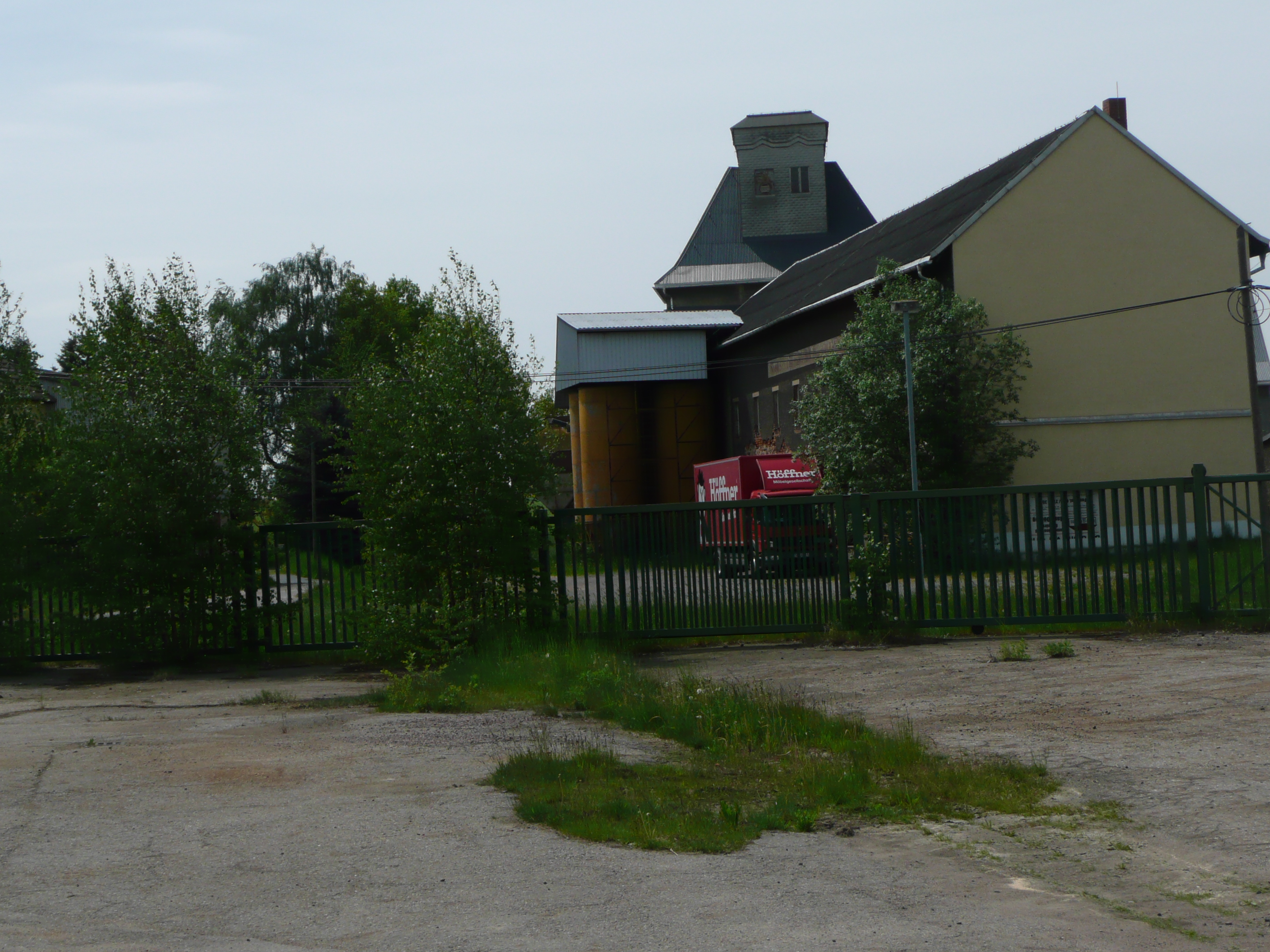
Bahnhof Oberdittmannsdorf

Der Bahnhof Oberdittmannsdorf wurde am 1. Februar 1899 als Haltestelle an der Schmalspurbahn Freital-Potschappel–Nossen eröffnet und 1905 zum Bahnhof geweiht. Zur Eröffnung hatte die Station zwei Kreuzungsgleise. Nach Fertigstellung der Schmalspurbahn Klingenberg-Colmnitz–Oberdittmannsdorf im Jahr 1923 wurde die Station um drei weitere Gleise erweitert und war nun Kreuzungs- und Abzweigebahnhof. Außerdem hatte sie Anschluss zu der hier ansässigen Getreidemühle und einer Baustoffversorgung. Die Station besaß eine Wartehalle mit Abort, die 1995 abgerissen wurden. Am 26. September 1971 wurde der Schienenverkehr nach Klingenberg-Colmnitz eingestellt. Am 1. Oktober 1972 ging der Bahnhof Oberdittmannsdorf außer Betrieb.

## Fahrzeugeinsatz
In den ersten Betriebsjahren wurde zunächst die dreifach gekuppelte I K (DR-Baureihe 99.750–752) auf der Strecke verwendet. Später kamen auch hier die leistungsstarken, fünffachgekuppelten Gattung VI K (DR-Baureihe 99.65-71) zum Einsatz, die bis zur endgültigen Betriebseinstellung 1971 den Gesamtverkehr bewältigten.
Der Güterverkehr wurde anfangs mit Schmalspurgüterwagen abgewickelt, später wurde zwischen Naundorf und Oberdittmannsdorf auch der Rollfahrzeugverkehr eingeführt. Die eingesetzten Wagen entsprachen den allgemeinen sächsischen Bau- und Beschaffungsvorschriften für die Schmalspurbahnen und konnten daher freizügig mit Fahrzeugen anderer sächsischer Schmalspurstrecken getauscht werden.